# Adam Małysz
Adam Henryk Małysz ([ˈadam ˈmawɨʃ] ⓘ; * 3. Dezember 1977 in Wisła, Polen) ist ein ehemaliger polnischer Skispringer und heutiger Sportfunktionär. Er errang vier Goldmedaillen bei Weltmeisterschaften und ist somit der erfolgreichste Skispringer aller Zeiten gemessen an der Anzahl der Einzelkonkurrenz-Goldmedaillen bei einer WM. Zudem gewann er vier Medaillen bei Olympischen Spielen und siegte viermal in der Gesamtwertung des Gesamtweltcups, davon als einziger Skispringer dreimal in Folge. Zudem gewann er einmal die Vierschanzentournee, dreimal den Sommer-Grand-Prix, dreimal das Nordic Tournament und zweimal den Skiflug KOP-Gesamtcup. In den Jahren 2001 und 2002 stellte er des Weiteren zahlreiche Schanzenrekorde auf und stellte 2003 mit 225 Metern den damaligen Skiflugweltrekord von Andreas Goldberger ein. Gemessen an der Anzahl seiner Weltcupsiege gehört er mit 39 Triumphen zu den fünf erfolgreichsten Skispringern bisher. Er ist seit 2022 Präsident des polnischen Skiverbands. Zuvor war er dort Sportlicher Leiter für das Skispringen.

## Leben
Adam Małysz begann seine Sportlerlaufbahn in der Nordischen Kombination. Mit 15 Jahren begann Małysz, der eine Lehre als Dachdecker absolvierte, seine internationale Skisprung-Karriere. Nach seinen unerwarteten Erfolgen im Jahr 2001 stieg er in Polen zu einem Volkshelden auf, der Jahr für Jahr besonders bei dem Springen in Zakopane gefeiert wurde. Als vierfacher Einzelweltmeister und vierfacher Weltcup-Gesamtsieger ist Małysz der bisher erfolgreichste polnische Wintersportler.
Von der Saison 2006/07 bis zur Saison 2010/11 wurde Małysz vom finnischen Trainer Hannu Lepistö trainiert. Małysz ist im Gegensatz zur weiten Mehrheit seiner Landsleute evangelischen Bekenntnisses. Er ist verheiratet mit Izabela und hat eine Tochter, Karolina.
Nach seinem Karriereende gab Adam Małysz bekannt, in Zukunft als Rallyefahrer aktiv zu sein und einen Start bei der Rallye Dakar zu planen. Tatsächlich ist er bislang dreimal dort gestartet. Zusätzlich war er bei den Olympischen Winterspielen 2014 in Sotschi als Attaché für die Polen zuständig.
Anfang Mai 2012 wurde bekannt, dass Adam Małysz für einen Sitz im Vorstand des Internationalen Skiverbandes FIS kandidiert.

## Erfolge
Adam Małysz war nach anfänglichen Erfolgen 1995 und 1996 lange ein eher durchschnittlicher Skispringer, bis er in der Saison 2000/01 unerwartet die Vierschanzentournee mit großem Vorsprung gewann. Seitdem gehörte er zur internationalen Elite. In der gleichen Saison konnte er außerdem das Nordic Tournament gewinnen und wurde bei der Nordischen Ski-WM 2001 in Lahti Weltmeister von der Normalschanze. Zudem gewann er den Gesamt-Weltcup.
Den Sieg im Skisprung-Weltcup wiederholte er in den darauffolgenden Jahren 2002 und 2003 und wurde damit als erster Skispringer der Geschichte drei Jahre in Folge konstantester Skispringer. Bei der WM 2003 im italienischen Val di Fiemme gewann er beide Einzelkonkurrenzen.
Es folgten einige wechselhafte Jahre ohne ganz große Erfolge: In der Saison 2003/04 konnte Małysz kein einziges Weltcupspringen für sich entscheiden. Ein Jahr später erreichte er wieder vier Siege und den vierten Platz der Gesamtwertung. 2005/06 gewann er nur zum Saisonende das Springen auf dem Holmenkollbakken in Oslo.
2007 kehrte Małysz jedoch in die absolute Weltspitze zurück und sicherte sich bei der Nordischen Ski-WM 2007 den Weltmeister-Titel auf der Normalschanze in Sapporo. Er deklassierte die Konkurrenz mit 22 Punkten Abstand und ist mit insgesamt vier Titeln Rekord-Einzelweltmeister. In der zweiten Saisonhälfte konnte er neun Weltcupspringen gewinnen, darunter sechs der letzten sieben Wettbewerbe, und wurde damit erneut und zum insgesamt vierten Mal Sieger des Gesamt-Weltcups. Außerdem sicherte er sich den Sieg in der Skiflug-Gesamtwertung, für die jedoch aufgrund der geringen Anzahl der Bewerbe von der Saison 2001/02 bis nach der Saison 2007/08 keine Kristallkugel vergeben wurde. Darüber hinaus gewann Małysz die Nordische Tournee in diesem Jahr zum insgesamt dritten Mal.
Am 3. März 2011 kündigte er nach dem Springen von der Großschanze am Holmenkollbakken bei der Nordischen Skiweltmeisterschaft 2011 in Oslo das Ende seiner Skisprungkarriere an. Seinen letzten offiziellen Sprung absolvierte er am 20. März 2011 auf der Skiflugschanze in Planica. Dort sprang er auf 216 Meter und erreichte Platz drei.
Am 26. März 2011 veranstaltete Małysz in Zakopane sein persönliches Abschiedsspringen. Die gesamte Weltelite des Skispringens, zahlreiche polnische Prominente und der damalige Präsident Bronisław Komorowski waren bei der Veranstaltung anwesend. Wegen starkem Schneefall konnte kein Wettbewerb durchgeführt werden, allerdings gingen neben Małysz zahlreiche Springer ohne Wertung von der Schanze.
Sein persönlicher Weitenrekord liegt bei 230,5 Metern.
Weitere Erfolge sind:
- Gewinn des Sommer-Weltcups 2001, 2004 und 2006,
- Gewinn der Nordischen Tournee 2001, 2003 und 2007,
- 21-maliger polnischer Wintermeister im Einzel, 8 Mal in der Mannschaft (Rekord),
- 18-maliger polnischer Sommermeister im Einzel (Rekord),
- Silbermedaille (Großschanze) und Bronzemedaille (Normalschanze) bei den Olympischen Spielen in Salt Lake City 2002,
- 2 Silbermedaillen (Normal- und Großschanze) bei den Olympischen Spielen in Vancouver 2010,
- 2001 wurde er mit der Holmenkollen-Medaille geehrt,
- höchste Siegquote in einer Weltcupsaison (52,38 % in 2000/01) und zugleich erster Springer mit einer Saisonquote von über 50 %.

### Weltcupsiege im Einzel
| Nr. | Datum             | Ort              | Disziplin     |
| --- | ----------------- | ---------------- | ------------- |
| 01. | 17. März 1996     | Oslo             | Großschanze   |
| 02. | 18. Januar 1997   | Sapporo          | Normalschanze |
| 03. | 26. Januar 1997   | Hakuba           | Großschanze   |
| 04. | 4. Januar 2001    | Innsbruck        | Großschanze   |
| 05. | 6. Januar 2001    | Bischofshofen    | Großschanze   |
| 06. | 13. Januar 2001   | Harrachov        | Flugschanze   |
| 07. | 14. Januar 2001   | Harrachov        | Flugschanze   |
| 08. | 20. Januar 2001   | Park City        | Großschanze   |
| 09. | 27. Januar 2001   | Sapporo          | Großschanze   |
| 10. | 28. Januar 2001   | Sapporo          | Großschanze   |
| 11. | 4. Februar 2001   | Willingen        | Großschanze   |
| 12. | 7. März 2001      | Falun            | Großschanze   |
| 13. | 9. März 2001      | Trondheim        | Großschanze   |
| 14. | 11. März 2001     | Oslo             | Großschanze   |
| 15. | 23. November 2001 | Kuopio           | Großschanze   |
| 16. | 1. Dezember 2001  | Titisee-Neustadt | Großschanze   |
| 17. | 8. Dezember 2001  | Villach          | Normalschanze |
| 18. | 16. Dezember 2001 | Engelberg        | Großschanze   |
| 19. | 21. Dezember 2001 | Val di Fiemme    | Großschanze   |
| 20. | 22. Dezember 2001 | Val di Fiemme    | Großschanze   |
| 21. | 20. Januar 2002   | Zakopane         | Großschanze   |
| 22. | 9. März 2003      | Oslo             | Großschanze   |
| 23. | 14. März 2003     | Lahti            | Großschanze   |
| 24. | 15. März 2003     | Lahti            | Großschanze   |
| 25. | 11. Dezember 2004 | Harrachov        | Großschanze   |
| 26. | 16. Januar 2005   | Bad Mitterndorf  | Flugschanze   |
| 27. | 29. Januar 2005   | Zakopane         | Großschanze   |
| 28. | 30. Januar 2005   | Zakopane         | Großschanze   |
| 29. | 12. März 2006     | Oslo             | Großschanze   |
| 30. | 27. Januar 2007   | Oberstdorf       | Flugschanze   |
| 31. | 3. Februar 2007   | Titisee-Neustadt | Großschanze   |
| 32. | 4. Februar 2007   | Titisee-Neustadt | Großschanze   |
| 33. | 11. März 2007     | Lahti            | Großschanze   |
| 34. | 13. März 2007     | Kuopio           | Großschanze   |
| 35. | 17. März 2007     | Oslo             | Großschanze   |
| 36. | 23. März 2007     | Planica          | Flugschanze   |
| 37. | 24. März 2007     | Planica          | Flugschanze   |
| 38. | 25. März 2007     | Planica          | Flugschanze   |
| 39. | 21. Januar 2011   | Zakopane         | Großschanze   |

### Weltcup-Platzierungen
| Saison  | Platz | Siege | Besonderes |
| ------- | ----- | ----- | --- |
| 1994/95 | 51.   | –     | – |
| 1995/96 | 7.    | 1     | 1. Weltcupsieg |
| 1996/97 | 10.   | 2     | – |
| 1997/98 | 56.   | –     | – |
| 1998/99 | 46.   | –     | – |
| 1999/00 | 28.   | –     | – |
| 2000/01 | 1.    | 11    | 1. Gesamtweltcup-Sieg Sieger der Vierschanzentournee erstes Mal Sieger der Nordischen Tournee Weltmeister Lahti – Normalschanze                                                      |
| 2001/02 | 1.    | 7     | 2. Gesamtweltcup-Sieg Silbermedaille Salt Lake City (Olympische Winterspiele) – Großschanze Bronzemedaille Salt Lake City (Olympische Winterspiele) – Normalschanze                  |
| 2002/03 | 1.    | 3     | 3. Gesamtweltcup-Sieger (als Erster dreimal in Folge) Sieger der Nordischen Tournee Weltmeister Val di Fiemme – beide Einzelkonkurrenzen                                             |
| 2003/04 | 12.   | –     | – |
| 2004/05 | 4.    | 4     | – |
| 2005/06 | 9.    | 1     | – |
| 2006/07 | 1.    | 9     | 4. Gesamtweltcup-Sieg Sieger der Nordischen Tournee Weltmeister Sapporo – Normalschanze Sieger der Skiflug-Gesamtwertung (KOP-Weltcup)                                               |
| 2007/08 | 12.   | –     | |
| 2008/09 | 13.   | –     | erster Podiumsplatz (insgesamt drei) nach knapp 2 Jahren |
| 2009/10 | 5.    | –     | Silbermedaille Vancouver (Olympische Winterspiele) – beide Einzelkonkurrenzen |
| 2010/11 | 3.    | 1     | Bronzemedaille Nordische Skiweltmeisterschaften 2011 polnisches Team erstmals auf dem dritten Platz in der Gesamtwertung nationaler Weitenrekord auf 230,5 m verbessert Karriereende |

Insgesamt gewann Małysz 39 Einzelspringen im Weltcup, womit er zu den fünf erfolgreichsten Athleten gehört. Durch seinen vierten Weltcup-Gesamtsieg zog er in der ewigen Bestenliste der WC-Gesamtsieger mit dem Führenden Matti Nykänen gleich. Am 10. März 2010 absolvierte er in Kuopio sein 300. Weltcupspringen.
| Saison  | Platz | Punkte |
| ------- | ----- | ------ |
| 1994/95 | 51.   | 0040   |
| 1995/96 | 07.   | 0751   |
| 1996/97 | 10.   | 0612   |
| 1997/98 | 57.   | 0043   |
| 1998/99 | 46.   | 0058   |
| 1999/00 | 28.   | 0214   |
| 2000/01 | 01.   | 1531   |
| 2001/02 | 01.   | 1475   |
| 2002/03 | 01.   | 1357   |
| 2003/04 | 12.   | 0525   |
| 2004/05 | 04.   | 1201   |
| 2005/06 | 09.   | 0634   |
| 2006/07 | 01.   | 1453   |
| 2007/08 | 12.   | 0632   |
| 2008/09 | 13.   | 0549   |
| 2009/10 | 05.   | 0842   |
| 2010/11 | 03.   | 1153   |

### Grand-Prix-Siege im Einzel
| Nr. | Datum              | Ort          | Disziplin     |
| --- | ------------------ | ------------ | ------------- |
| 1.  | 11. August 2001    | Hinterzarten | Normalschanze |
| 2.  | 31. Juli 2004      | Hinterzarten | Normalschanze |
| 3.  | 7. August 2004     | Courchevel   | Großschanze   |
| 4.  | 4. September 2004  | Zakopane     | Großschanze   |
| 5.  | 8. September 2004  | Pragelato    | Großschanze   |
| 6.  | 8. August 2006     | Pragelato    | Großschanze   |
| 7.  | 26. August 2006    | Zakopane     | Großschanze   |
| 8.  | 30. September 2006 | Klingenthal  | Großschanze   |
| 9.  | 3. Oktober 2006    | Oberhof      | Großschanze   |
| 10. | 25. August 2007    | Zakopane     | Großschanze   |
| 11. | 8. August 2010     | Hinterzarten | Normalschanze |
| 12. | 20. August 2010    | Wisła        | Großschanze   |
| 13. | 1. Oktober 2010    | Liberec      | Großschanze   |

### Grand-Prix-Siege im Team
| Nr. | Datum          | Ort          | Disziplin     |
| --- | -------------- | ------------ | ------------- |
| 1.  | 7. August 2010 | Hinterzarten | Normalschanze |

### Grand-Prix-Platzierungen
Adam Małysz gewann dreimal die Gesamtwertung des Sommer-GP. Er gewann insgesamt 13 Einzelspringen.
| Grand-Prix | Platz | Siege | Besonderes                                              |
| ---------- | ----- | ----- | ------------------------------------------------------- |
| 1995       | 66.   | –     | –                                                       |
| 1996       | 6.    | –     | –                                                       |
| 1997       | 21.   | –     | –                                                       |
| 1998       | –     | –     | kein Start                                              |
| 1999       | 54.   | –     | –                                                       |
| 2000       | 19.   | –     | –                                                       |
| 2001       | 1.    | 1     | 1. GP-Sieg 1. GP-Gesamtsieg                             |
| 2002       | 10.   | –     | –                                                       |
| 2003       | –     | –     | kein Start                                              |
| 2004       | 1.    | 4     | 2. GP-Gesamtsieg                                        |
| 2005       | 42.   | –     | nur an 3 Wettbewerben gesprungen                        |
| 2006       | 1.    | 4     | 3. GP-Gesamtsieg (erster Skispringer in der Geschichte) |
| 2007       | 2.    | 1     | nur an 6 Wettbewerben gesprungen                        |
| 2008       | 34.   | –     | nur an 5 Wettbewerben gesprungen                        |
| 2009       | 3.    | –     | nur an 6 Wettbewerben gesprungen                        |
| 2010       | 3.    | 3     | –                                                       |

| Saison | Platz | Punkte |
| ------ | ----- | ------ |
| 1996   | 06.   | 133    |
| 1997   | 21.   | 061    |
| 1999   | 54.   | 002    |
| 2000   | 19    | 093    |
| 2001   | 01.   | 397    |
| 2002   | 10.   | 126    |
| 2004   | 01.   | 520    |
| 2005   | 42.   | 029    |
| 2006   | 01.   | 545    |
| 2007   | 02.   | 460    |
| 2008   | 34.   | 068    |
| 2009   | 03.   | 294    |
| 2010   | 03.   | 480    |

### Continental-Cup-Siege im Einzel
| Nr. | Datum              | Ort         | Disziplin     |
| --- | ------------------ | ----------- | ------------- |
| 1.  | 7. Januar 1996     | Bad Goisern | Normalschanze |
| 2.  | 10. März 1996      | Falun       | Großschanze   |
| 3.  | 26. September 1996 | Muju        | Normalschanze |
| 4.  | 27. September 1996 | Muju        | Großschanze   |
| 5.  | 29. Juli 2000      | Oberstdorf  | Normalschanze |
| 6.  | 25. Juli 2004      | Oberstdorf  | Großschanze   |
| 7.  | 26. Juli 2004      | Oberstdorf  | Großschanze   |
| 8.  | 27. Februar 2010   | Wisła       | Großschanze   |

### Weltrekord
| #  | Schanze                         | Ort     | Land      | Weite | aufgestellt am | Rekord bis    |
| -- | ------------------------------- | ------- | --------- | ----- | -------------- | ------------- |
| 96 | Velikanka bratov Gorišek (K185) | Planica | Slowenien | 225 m | 20. März 2003  | 20. März 2003 |

### Schanzenrekorde
| Schanze                        | Ort                    | Land               | Weite   | aufgestellt am     | Rekord bis         |
| ------------------------------ | ---------------------- | ------------------ | ------- | ------------------ | ------------------ |
| Malinka (K116)                 | Wisła                  | Polen              | 105,0 m | 1996               | 1997               |
| Średnia Krokiew                | Zakopane               | Polen              | 91,5 m  | 1. Oktober 1996    | 11. Oktober 1998   |
| Malinka (K116)                 | Wisła                  | Polen              | 110,0 m | 1997               | 1997               |
| Schattenbergschanze (K115)     | Oberstdorf             | Deutschland        | 132,5 m | 29. Dezember 2000  | 29. Dezember 2000  |
| Große Olympiaschanze (K115)    | Garmisch-Partenkirchen | Deutschland        | 129,5 m | 1. Januar 2001     | 1. Januar 2008     |
| Bergiselschanze (K110)         | Innsbruck              | Österreich         | 120,5 m | 3. Januar 2001     | 4. Januar 2002     |
| Čerťák (K185)                  | Harrachov              | Tschechien         | 206,5 m | 13. Januar 2001    | 14. Januar 2001    |
| Mühlenkopfschanze (K130)       | Willingen              | Deutschland        | 142,0 m | 2. Februar 2001    | 3. Februar 2001    |
| Mühlenkopfschanze (K130)       | Willingen              | Deutschland        | 142,5 m | 3. Februar 2001    | 3. Februar 2001    |
| Mühlenkopfschanze (K130)       | Willingen              | Deutschland        | 151,0 m | 3. Februar 2001    | 9. Januar 2005     |
| Salpausselkä-Schanzen (K116)   | Lahti                  | Finnland           | 130,5 m | 17. Februar 2001   | 19. Februar 2001   |
| Granåsen (K120)                | Trondheim              | Norwegen           | 138,5 m | 9. März 2001       | 5. Dezember 2008   |
| Villacher Alpenarena (K90)     | Villach                | Österreich         | 99,5 m  | 8. Dezember 2001   | aktuell            |
| Trampolino dal Ben (K120)      | Val di Fiemme          | Italien            | 131,0 m | 21. Dezember 2001  | 22. Dezember 2001  |
| Trampolino dal Ben (K120)      | Val di Fiemme          | Italien            | 132,0 m | 22. Dezember 2001  | 22. Dezember 2001  |
| Utah Olympic Park Jumps (K120) | Park City              | Vereinigte Staaten | 133,5 m | 20. Januar 2001    | aktuell            |
| Trampolino dal Ben             | Val di Fiemme          | Italien            | 132,5 m | 22. Dezember 2001  | 22. Februar 2003   |
| Utah Olympic Park Jumps (K90)  | Park City              | Vereinigte Staaten | 98,5 m  | 10. Februar 2002   | 10. Februar 2002   |
| Trampolino dal Ben (K120)      | Val di Fiemme          | Italien            | 136,0 m | 22. Februar 2003   | aktuell            |
| Trampolino dal Ben (K90)       | Val di Fiemme          | Italien            | 107,5 m | 28. Februar 2003   | aktuell            |
| Salpausselkä-Schanzen (K116)   | Lahti                  | Finnland           | 132,0 m | 15. März 2003      | 4. März 2006       |
| Trampolino dal Ben             | Val di Fiemme          | Italien            | 134,0 m | 8. September 2004  | aktuell            |
| Bergiselschanze (K109)         | Innsbruck              | Österreich         | 136,0 m | 11. September 2004 | aktuell            |
| Szczyrk                        | Szczyrk                | Polen              | 93,5 m  | 26. Januar 2005    | 15. Februar 2008   |
| Stadio del Trampolino (HS140)  | Pragelato              | Italien            | 140,5 m | 10. Februar 2005   | 22. März 2005      |
| Salpausselkä-Schanzen (HS130)  | Lahti                  | Finnland           | 132,0 m | 5. März 2005       | 4. März 2006       |
| Hochfirstschanze (HS142)       | Titisee-Neustadt       | Deutschland        | 145,0 m | 3. Februar 2007    | 11. März 2016      |
| Vogtland Arena (HS140)         | Klingenthal            | Deutschland        | 139,5 m | 6. Februar 2007    | 7. Februar 2007    |
| Miyanomori-Schanze             | Sapporo                | Japan              | 102,0 m | 3. März 2007       | aktuell            |
| Malinka (HS134)                | Wisła                  | Polen              | 126,0 m | 26. September 2008 | 27. September 2008 |
| Malinka (HS134)                | Wisła                  | Polen              | 132,0 m | 27. September 2008 | 27. September 2008 |
| Malinka (HS134)                | Wisła                  | Polen              | 132,5 m | 27. September 2008 | 28. September 2008 |
| Tremplin du Praz (HS132)       | Courchevel             | Frankreich         | 134,5 m | 13. August 2009    | 12. August 2011    |
| Malinka (HS134)                | Wisła                  | Polen              | 134,0 m | 13. September 2009 | 25. Juli 2010      |
| Malinka (HS134)                | Wisła                  | Polen              | 134,5 m | 25. Juli 2010      | 19. August 2010    |

## Ehrungen und Auszeichnungen
- 2002 Offizier des Ordens Polonia Restituta
- 2007 Komtur des Ordens Polonia Restituta
- 2021 Benennung eines Asteroiden nach ihm: (25937) Malysz[6]